# Onychopterocheilus hellenicus
Onychopterocheilus hellenicus är en stekelart som först beskrevs av Moravitz 1885.  Onychopterocheilus hellenicus ingår i släktet Onychopterocheilus och familjen Eumenidae. Utöver nominatformen finns också underarten O. h. syriacus.